# Majak

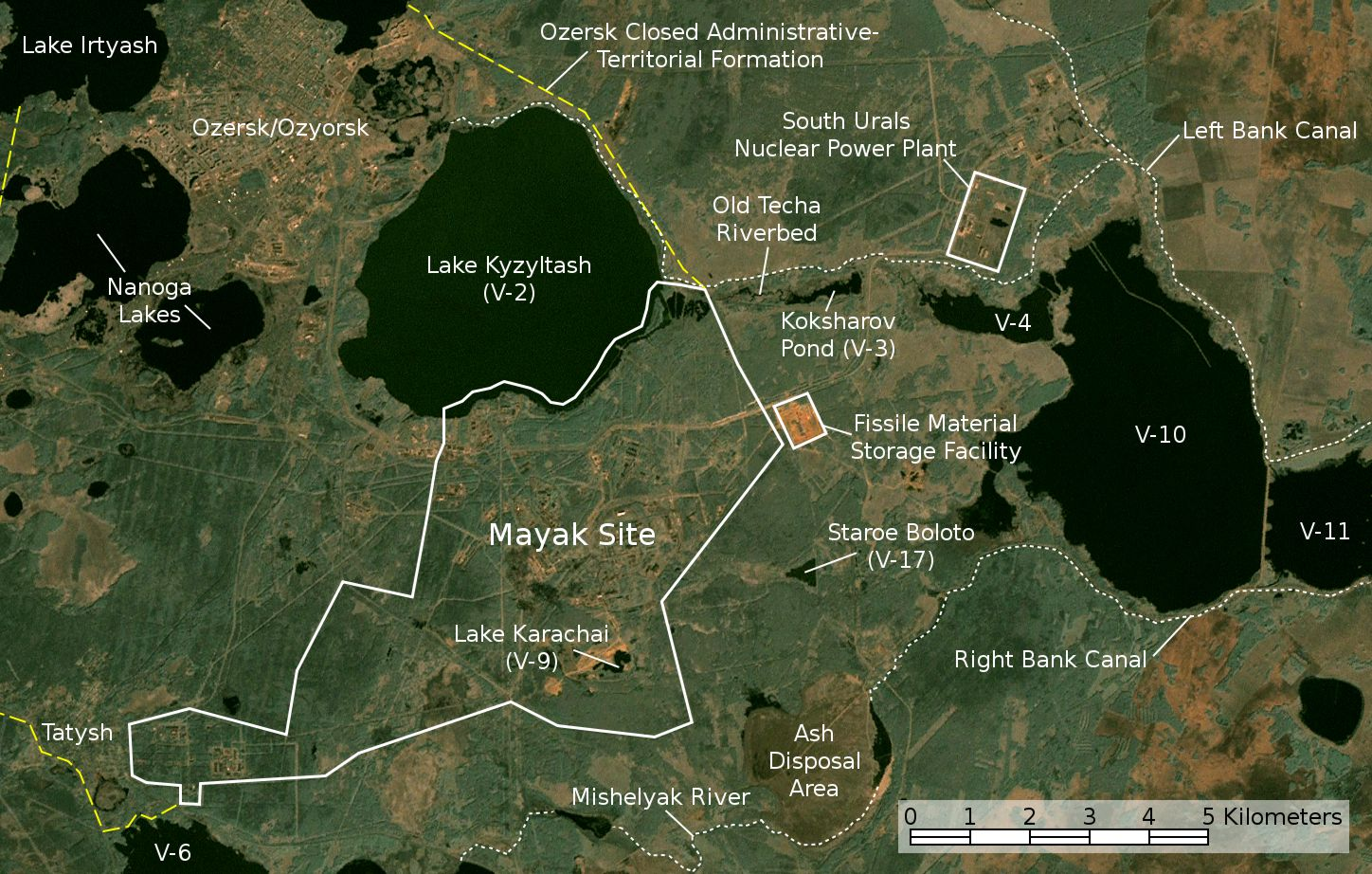
Satellitbild över området.

Majak (ryska: Мая́к) är en rysk upparbetningsanläggning för kärnavfall vid staden Oziorsk, mellan städerna Kasli och Kysjtym, på östra sluttningen av Uralbergen, 100 km söder om Jekaterinburg, 60 km nordväst om Tjeljabinsk och cirka 1 300 km rakt öster om Moskva. 1987 fanns där totalt sju militära kärnreaktorer för tillverkning av plutonium. Idag är endast två av dessa fortfarande i bruk för tillverkning av såväl civila som militära radionuklider. Stora mängder radioaktivt avfall från Majak har dumpats i Karatjajsjön.

## Historia
Tekniken för att tillverka kärnvapen utvecklades genom Manhattanprojektet i USA och plutonium framställdes främst i reaktorer vid Hanford-anläggningen (Site W) i Washington, medan Storbritannien huvudsakligen framställde sitt plutonium i Sellafield. Eftersom tekniken var så ny, saknades förståelse för konsekvenserna och stora områden kontaminerades med radioaktiva isotoper. Ingen av dessa upparbetningsanläggningar kan dock mäta sig med Majak i fråga om ovarsamhet.
Efter andra världskriget låg Sovjetunionen ca tre år efter USA i utvecklingen av kärnvapen. För att komma i kapp västmakterna skyddes inga medel och varken säkerhet eller miljöhänsyn fick stå i vägen för den nya tekniken. I jakten på snabba resultat utvecklades mycket enkla tekniker för avfallshantering. De första reaktorerna i Majak använde därför ett öppet kylsystem. Det innebar att flodvatten pumpades rakt in i reaktorn för att kyla denna, varefter det kontaminerade flodvattnet pumpades tillbaks i floden. Mellan 1949 och 1956 dumpades 73,6 miljarder kubikmeter flytande avfall i floden Tetja (243 km lång; mynnar via Iset, Tobol och Irtysj i Ob), med en aktivitet på över 2,75 MCi vilket motsvarar över 100 PBq. Strålningen från radionukliderna som dumpats i floden beräknas vara 20 gånger så stor som det som förorsakades vid Tjernobylolyckan. En mätning år 1992 avslöjade att bakgrundsstrålningen vid flodbankarna var 100 gånger högre än vid en normal flod.
År 1951 upptäcktes att radioaktivitet läckt ut i de arktiska vattnen norr om Ryssland. Myndigheterna införde då restriktioner för att använda flodvattnet som dricksvatten och till fiske. MCC valde nu att istället dumpa flytande avfall i olika reservoarer och sjöar, där den mest kända av dessa är Karatjajsjön. Tanken var att sjön skulle användas som en temporär dumpningsplats till dess permanenta lagringsplatser hade byggts. Mellan 1951 och 1953 dumpades högaktivt avfall i sjön. Därefter skedde fortsatt dumpning av medel- och lågaktivt avfall i över två decennier.

## Höga årsdoser
Då hanteringen av radioaktiva nuklider var mycket bristfällig utsattes personalen på Majak för extremt höga stråldoser. Till exempel var 1949 den genomsnittliga externa årsdosen för verk A 936 mSv, och under åren 1950-1951 låg över 30% av arbetarna på årsdoser över 1 Sv (1 000 mSv). Som en jämförelse var tidigare 50 mSv högsta tillåtna årsdos i Sverige för personer som arbetar med joniserande strålning enligt den tidigare föreskriften SSMFS 2008:51, men är sedan 2018 reducerad till 20 mSv/år enligt Strålskyddsförordning SFS2018-506.

## Majakolyckan 29 september 1957
Den mest kända incidenten på Majak inträffade 29 september 1957, i den hemliga staden Oziorsk. Då varken Majak eller Oziorsk förekom på kartor har den blivit känd som "Kysjtym-olyckan". 
Två km utanför verket låg tankar för högaktivt avfall. Tankarna, var och en med en volym på 300 m³, var tillverkade av rostfritt stål och placerade under jordytan i en ränna av betong.
Kylsystemet för en tank med 70-80 ton kärnavfall slutade fungera år 1956, detta ansågs inte påverka driften, varför inget åtgärdades. Temperaturen i tanken steg långsamt vilket resulterade i att explosiva ämnen bildades, dessa antändes sedan av en gnista från övervakningsutrustningen vilket skapade en kemisk explosion (inte en kärnexplosion). Explosionen var så kraftfull att den kastade det högaktiva avfallet ca 1 km upp i luften, där det skapade ett radioaktivt moln som i sin tur spred radioaktivt material över ett stort område. Omkring 90 % av radioaktiviteten spreds inom 5 km från tanken och resten deponerades i ett långsmalt område, 30–50 km brett och 300 km långt, i nord-nordostlig riktning från Majak.
Olyckan hölls ursprungligen hemlig. Vaga detaljer rapporterades i Berlingske april 1958, samt i den österrikiska tidningen Die Presse mars 1959. Olyckan tillkännagavs av Sovjetunionen först år 1989 och klassificerades senare som en sexa på den sjugradiga INES-skalan.

## Övriga olyckor och händelser
- 2003 drogs licensen för verket in på grund av utsläpp i vatten.
- I juni 2007 inträffade en olycka med radioaktiv massa under två dagar.
- I oktober 2007 orsakade en trasig ventil utsläpp av radioaktivt material under transport av en radioaktiv vätska.
- 2008 skadades en reparationsarbetare under en "pneumatisk incident", som involverade frisläppande av alfaradioaktivt material. Arbetarens hand skadades och såret kontaminerades, varför hans finger amputerades i ett försök att minimera ytterligare spridning av det alfastrålande ämnet till resten av kroppen med efterföljande radiologiska konsekvenser.
- I september 2017, möjlig koppling till ökningen av luftburen radioaktivitet i Europa hösten 2017. Ryssland bekräftade "extremt höga" avläsningar av radioaktiv förorening i Argayash, en by i Tjeljabinsk oblast i södra Ural. Argayash ligger 10 mil söder om Mayak-anläggningen. Det franska institutet för strålskydd och kärnsäkerhet (IRSN) rapporterade att Mayak kan vara orsaken till föroreningen. Radioaktiviteten konstaterades komma från Ru-106, vilket indikerar utsläpp från ett sent skede i upparbetningen (efter att Ru-106 hade separerats från andra isotoper).